# Ismael Wanderley
Ismael Wanderley Gomes Filho (João Pessoa, 21 de março de 1942 - Natal, 12 de março de 2018) foi um advogado, empresário e político brasileiro que exerceu o mandato de deputado federal constituinte em 1988. Filho de Ismael Wanderley Gomes e de Maria Albertina Ribeiro Wanderley, formou-se em direito pela Universidade Federal do Rio Grande do Norte, em 1967. Antes de ser eleito deputado federal, entre 1985 e 1986, foi dirigente do extinto Departamento Administrativo do Serviço Público (DASP). Era casado com com a ex-deputada federal Ana Catarina Alves, com quem tinha três filhos.

## Carreira política
Em 1986, pelo Partido do Movimento Democrático Brasileiro (PMDB), foi eleito deputado federal e assumiu, em 1987, seu lugar na Assembleia Nacional Constituinte (ANC). Durante o mandato constituinte, atuou como titular da Subcomissão de Princípios Gerais, Intervenção do Estado, Regime da Propriedade do Subsolo e da Atividade Econômica. Também titular da Comissão da Ordem Econômica. Como suplente, participou da Subcomissão do Sistema Financeiro e da Comissão do Sistema Tributário, Orçamento e Finanças.
Seu mandato caracterizou-se pelo posicionamento contrário ao  rompimento de relações diplomáticas com países com política de discriminação racial, a pena de morte, a demissão sem justa causa e a pluralidade sindical. E pelos votos favoráveis a limitação do direito de propriedade privada, do mandato de segurança coletivo, do aborto, da jornada semanal de 40 horas, do turno ininterrupto de seis horas, do aviso prévio proporcional, da unicidade sindical, da soberania popular, do voto aos 16 anos, do presidencialismo, da nacionalização do subsolo, do limite de 12% ao ano para juros reais, da proibição do comércio de sangue, do mandato de cinco anos para o José Sarney, da limitação para encargos da dívida externa, da criação de um fundo de apoio para a reforma agrária, da anistia aos micros e pequenos empresários, da legalização do jogo do bicho e da desapropriação da propriedade privada.
Em 1990, filiou-se ao Partido Trabalhista Renovador (PTR), tornando-se líder da bancada na Câmara. Em 1990, voltou a se candidatar a uma vaga na Câmara dos Deputados, mas não se reelegeu. De 1991 a 1994, Ismael voltaria suas atenções ao setor agropecuário, dessa vez como empresário. Em 1995, durante o primeiro governo de Garibaldi Alves, passou a dirigir a Companhia de Águas e Esgotos do Rio Grande do Norte. Durante o segundo mandato do governador do Rio Grande do Norte, em 1999, assumiu a presidência da Companhia Potiguar de Gás (Potigás).
Em 2002, filiado ao Partido Socialista Brasileiro (PSB), candidatou-se a senador mas não obteve sucesso. No mesmo ano, foi um dos coordenadores da campanha de Vilma de Faria, do mesmo partido, para o governo do Rio Grande do Norte. Eleita, Vilma nomeou Ismael, em janeiro de 2003, para o cargo de secretário extraordinário de Articulação dos Municípios. Ocupou o cargo apenas até a metade do mesmo ano. Segundo O Mossoroense, sua saída era iminente desde os primeiros meses de mandato. O principal motivo que o havia levado a pedir exoneração era a falta de estrutura da secretaria que comandava. Porém, segundo o Jornal da Ciência, a governadora havia indicado Ismael para integrar a direção da Financiadora de Estudos e Projetos (FINEP), como parte da cota nacional do PSB no governo federal. A indicação, contudo, não foi confirmada. Alguns anos depois, ele saiu dos quadros do PSB do Rio Grande do Norte.
Em outubro de 2008, de acordo com reportagem do Diário de Natal, Ismael se aposentou da vida pública, passando a atuar apenas como consultor jurídico.